# Reldia
Reldia je rod gesnerijevki smješten u podtribus Besleriinae, dio tribusa Beslerieae, potporodica Gesnerioideae. Pripada mu 6 vrsta rasprostranjenih od Kostarike do Perua.

## Etimologija
Nazvana po Robertu Louisu Dressleru (1927.-), eminentnom američkom orhideologu i cvjetnom biologu, također zainteresiranom za Gesneriaceae.

## Opis
Reldia je mali rod od oko sedam vrsta kopnenog bilja s puzavim rizomima, rasprostranjenih u Srednjoj Americi i susjednim dijelovima Južne Amerike. To je relativno mala biljka, karakteristična za topla i vlažna okruženja. Članovi roda karakterizirani su naizmjeničnim listovima, što je rijedak raspored u Gesneriaceae. Cvjetovi su uglavnom mali i bijeli, povremeno žuti ili u boji lavande. Cvatovi pazušni, često po nekoliko u pazuhu lista, vjenčić malen, ljevkast, obično bijel, prašnici 4; Plod je suha, školjkasta čahura, okružena postojanom čaškom.

## Vrste
1. Reldia alternifolia Wiehler; tipična vrsta
2. Reldia calcarata L.P.Kvist & L.E.Skog
3. Reldia grandiflora L.P.Kvist & L.E.Skog
4. Reldia longipedunculata J.L.Clark
5. Reldia minutiflora (L.E.Skog) L.P.Kvist & L.E.Skog
6. Reldia multiflora L.P.Kvist & L.E.Skog